# Ілюзія грошей
В економіці, ілюзія грошей, або цінова ілюзія, — це тенденція людей думати про гроші в номінальній, а не реальній вартості. Іншими словами, номінальну вартість грошей плутають з їх купівельною спроможністю (реальною вартістю) на минулій точці загального рівня цін (тобто в минулому). Це є помилковим, оскільки сучасні паперові гроші не мають власної, притаманної їм, реальної вартості і їх реальна вартість визначається всіма базовими системами цінностей в економіці, тобто надійним і розумним урядовим управлінням, здоровою економікою, доброю системою освіти, здоровою юридичною системою  суспільства, добрим станом армії та інших підрозділів охорони порядку. Зміна у такій реальній вартості з перебігом часу відображається у зміні індексу споживчих цін.
Термін був створений Ірвінгом Фішером «Stabilizing the Dollar», а популяризований Джоном Кейнсом на початку 20-го сторіччя. Інвінг Фішер також написав 1928 року важливу працю з цього питання «The Money Illusion». Існування ілюзії грошей заперечують монетарні економісти, які аргументують, що людина діє раціонально (тобто, оперує реальними цінами) по відношенню до свого багатства і накопичень. Елдар Шафір, Пітер Артур Даймонд та Амос Тверські (1997) надали емпіричні докази існуванню ефекту; крім того, було продемонстровано, що ілюзія грошей впливає на ряд експериментальних ситуацій, так і ситуацій в реальному житті.
Шафір, Даймонд та Тверські  також стверджують, що ілюзія грошей впливає на економічну поведінку трьома основними шляхами:
- В'язкість цін. Ілюзія грошей пропонується як одне з пояснень, чому номінальні ціни змінюються повільно, навіть коли інфляція спричинила зростання реальних цін або витрат;
- контракти та закони не індексуються на інфляцію з такою періодичністю, якої слід було б очікувати від повністю раціональної економічної поведінки;
- соціальний дискурс, у ЗМІ та в цілому, вказує на певне нерозуміння концепцій реальної та номінальної вартості.

Ілюзія грошей також може впливати на погляди людей щодо наслідків. Експерименти показали, що зазвичай люди сприймають 2% втрати номінального доходу, але без втрати реальної вартості, як несправедливість, але 2% зростання номінального доходу при інфляції в 4% — справедливим, хоча раціонально вони майже еквівалентні. Такий результат збігається з 'Теорією короткозорого уникнення втрат'. Крім того, ілюзія грошей означає, що зміна у номінальній ціні впливає на попит, навіть коли реальні ціни лишаються незмінними.

## Пояснення та наслідки
Пояснення існування феномену ілюзії грошей як правило пропонуються в термінах евристики. Номінальні ціні зручно і легко використовувати для визначення вартості, а реальні ціні розраховують лише якщо вони здаються більш високопоказовими (наприклад, у періоди гіперінфляції чи у довгострокових контрактах).
Окремі економісти припускають, що існування ілюзії грошей означає, що негативна кореляція між інфляцією та безробіттям, описана кривою Філліпса, збережеться, незважаючи та більш недавні макроекономічні теорії, напр. «скориговану на очікування криву Філліпса». Якщо працівники використовують свою номінальну заплатню як точку відліку при оцінці інших пропозицій по зарплаті, компанії можуть зберігати реальну зарплату відносно низькою у періоди високої інфляції, оскільки працівники погодяться на начебто високу прибавку до номінальної зарплати. І такі більш низькі реальні зарплати дозволять компаніям наймати більше працівників у період високої інфляції.

## Подальше читання
- Fehr, Ernst; Tyran, Jean-Robert (2001), Does Money Illusion Matter?, American Economic Review, 91 (5): 1239—1262, doi:10.1257/aer.91.5.1239, JSTOR 2677924
- Howitt, P. (1987), money illusion, The New Palgrave: A Dictionary of Economics, т. 3, London: Macmillan, с. 518—519, ISBN 0-333-37235-2
- Weber, Bernd; Rangel, Antonio; Wibral, Matthias; Falk, Armin (2009), The medial prefrontal cortex exhibits money illusion, PNAS, 106 (13): 5025—5028, doi:10.1073/pnas.0901490106, PMC 2664018, PMID 19307555
- Akerlof, George A.; Shiller, Robert J. (2009), Animal Spirits, Princeton University Press, с. 41—50, архів оригіналу за 3 березня 2009, процитовано 6 серпня 2015
- Thaler, Richard H.(1997) «Irving Fisher: Modern Behavioral Economist» in The American Economic Review Vol 87, No 2, Papers and Proceedings of the Hundred and Fourth Annual Meeting of the American Economic Association (May, 1997)
- Huw Dixon (2008), New Keynesian Economics [Архівовано 18 жовтня 2017 у Wayback Machine.], New Palgrave Dictionary of Economics http://www.cardiff.ac.uk/carbs/econ/workingpapers/papers/E2007_3.pdf [Архівовано 3 березня 2007 у Wayback Machine.].